# توبا سیتی (آریزونا)
توبا سیتی (به انگلیسی: Tuba City) یک منطقهٔ مسکونی در ایالات متحده آمریکا است که در شهرستان کاکانینو، آریزونا واقع شده‌است. توبا سیتی ۲۳٫۲۴ کیلومتر مربع مساحت دارد ۱٬۵۱۲ متر بالاتر از سطح دریا قرار دارد.